# Ca Català
|  | No s'ha de confondre amb Can Català o Cal Català. |

Ca Català és una casa noucentista de Valls (Alt Camp) protegida com a Bé Cultural d'Interès Local.

## Descripció
Casa situada en la cantonada dels carrers Sant Antoni i Sant Sebastià. És un edifici de cinc altures, planta baixa i quatres pisos. Els vans marquen un ritme simètric vertical, mentre que les línies d'imposta motllurades separen horitzontalment les plantes. Pel que fa a l'estil de les obertures, destacar els arcs rebaixats de la planta baixa i les finestres balconeres dels pisos superiors. Aquestes presenten volades de pedra amb el perfil motllurat, amb mènsules en forma de volutes i decoració vegetal. Les finestres del primer pis es troben emmarcades amb pedra i amb el dintell motllurat i decorat amb un relleu de caràcter vegetal. Destaca el treball de les baranes metàl·liques i el perfil arrodonit de la cantonada de l'edifici. Tota la façana presenta un arrebossat simulant carreus.